# Спурій Навцій Рутіл (консул 316 року до н. е.)
Спу́рій На́вцій Руті́л (лат. Spurius Nautius Rutilus; IV—III століття до н. е.) — політичний, державний і військовий діяч Римської республіки, консул 316 року до н. е.

## Біографія
Походив з патриціанського роду Навціїв. Був повним тезкою з батьком і дідом.
316 року до н. е. його було обрано консулом разом з Марком Попіллієм Ленатом. Під час свого консулату воював проти самнітів, проте не зовсім вдало. На вимогу сенату разом із колегою призначив диктатором Луція Емілія Мамерціна Приверната, який домігся зрушення у війні та взяв місто Сатикула.
З того часу про подальшу долю Спурія Навція Рутіла згадок немає.